# Hodgsoniola junciformis
Hodgsoniola junciformis là một loài thực vật có hoa trong họ Măng tây. Loài này được (F.Muell.) F.Muell. mô tả khoa học đầu tiên năm 1861.